# Хронічна серцева недостатність
Хронічна серцева недостатність — це клінічний синдром з прогресуючим характером, типовими рисами якого є зниження толерантності до фізичних навантажень, затримка в організмі рідини і обмеження тривалості життя.

## Епідеміологія
Поширеності ХСН у популяції коливається від 1 до 5 %. Захворюваність — кількість випадків вперше діагностованої СН протягом року в популяції — згідно з різними даними становить від 150 до 500 випадків на 100 тис. населення (0,15–0,5 %), причому серед осіб у віці понад 45 років цей показник кожні 10 років подвоюється.

## Етіологія
Найчастішою етіологічною причиною ХСН на сьогодні вважають[хто?] ішемічну хворобу серця, яку, за даними епідеміологічних і багатоцентрових клінічних досліджень, діагностують у 60–75 % таких хворих. Серед інших причин розвитку ХСН провідними є ДКМП і клапанні вади серця. На інші причини ХСН припадає в цілому не більше 5 % випадків.

## Діагностика

### ЕхоКГ
ЕхоКГ відіграє провідну роль в об'єктивізації ХСН. Найважливіший параметр внутрішньосерцевої гемодинаміки — ФВ ЛШ — інтегральний показник систолічної функції серця, що показує, яка частина крові КДО ЛШ викидається в аорту в систолу. З фізіологічної точки зору ФВ свідчить про ступінь систолічного скорочення волокон міокарда в систолу.

### Рентгенографія органів грудної клітки

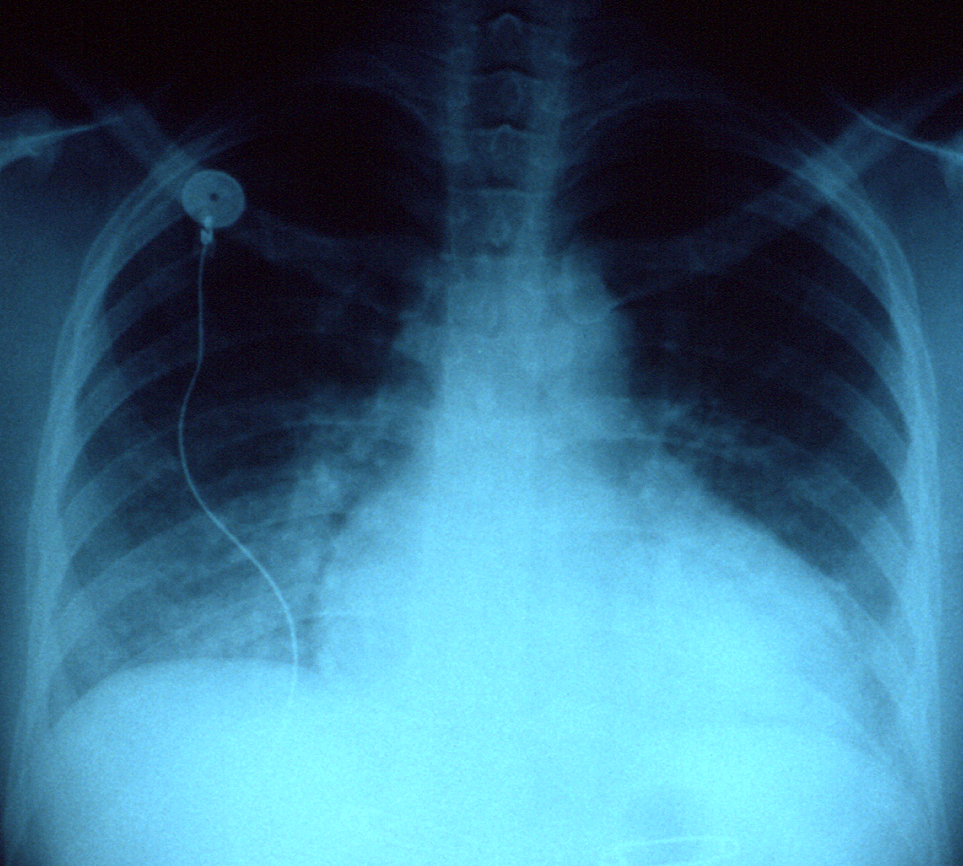
Рентгенівський знімок грудної клітки з кардіоторакальним індексом понад 50 %

Рентгенографія органів грудної клітки є необхідним складником діагностичних досліджень
при СН і може надати лікареві важливу клінічну інформацію. Рентгенографія органів грудної клітки дає можливість визначити збільшення розмірів серця, що відразу робить діагноз СН високодостовірним. Загальноприйнятий об'єктивний критерій кардіомегалії — підвищений кардіоторакальний індекс.
Рентгенографічне дослідження надає також важливу інформацію щодо наявності і вираженості застійних явищ у легенях як при діагностиці СН, так і при динамічному спостереженні хворого.
Важливою функцією рентгенографії грудної клітки на етапі уточнення діагнозу ХСН є також диференційна діагностика із захворюваннями дихальної системи.

### Електрокардіографія
Прогностична цінність наявності патологічних змін на ЕКГ при встановленні діагнозу СН низька (не більше 50–60 %), оскільки всі ці зміни можливі і у хворих без порушення помпової функції серця. Навпаки, прогностична цінність відсутності патологічних змін на ЕКГ щодо відсутності СН >90 %. Це означає, що у випадку нормальної ЕКГ можна з досить високим ступенем імовірності (>90 %) виключити діагноз СН. При ХСН найважливішу роль відіграє ЕКГ як засіб контролю ефективності та безпеки медикаментозного лікування.

## Класифікація серцевої недостатності

### За клінічною стадією серцевої недостатності
Використовується класифікація серцевої недостатності за Стражеском та Василенком
- I стадія (СН-I)

У стані спокою порушення гемодинаміки відсутні та виявляються лише при фізичному навантаженні.
- II стадія

Стадія IIA (СН-IIA).
Порушення гемодинаміки у вигляді застою в одному колі кровообігу (малому або великому), що зберігаються в спокої.
Стадія ІІБ (СН-ІІБ).
Порушення гемодинаміки у вигляді застою в обох колах кровообігу (малому та великому), що зберігаються в спокої. Відзначаються виражені гемодинамічні порушення.
- III стадія (СН-III)

Виражені порушення гемодинаміки із венозним застоєм в обох колах кровообігу, перфузійними та метаболічними розладами організму (асцит, гідроторакс, анасарка)

### За варіантом серцевої недостатності
- із систолічною дисфункцією лівого шлуночка: ФВ ЛШ ≤45 %;
- із збереженою систолічною функцією лівого шлуночка: ФВ ЛШ >45 %.

### За функціональним класом серцевої недостатності
Використовується класифікація Нью-Йоркської Асоціації Кардіологів — NYHA (англ. New York Heart Association Functional Classification)
- Функціональний клас I — немає симптомів при звичайній активності.
- Функціональний клас II — незначне обмеження активності внаслідок СН, пацієнт почувається комфортно у спокої і при невеликих навантаженнях.
- Функціональний клас III — значне обмеження будь-якої активності внаслідок СН, пацієнт почувається комфортно лише у спокої.
- Функціональний клас IV — будь-яка активність призводить до симптомів СН. Симптоми СН є у спокої і посилюються при будь-якому навантаженні.

## Лікування
Консервативне та оперативне.
До оперативного належить, наприклад абдоміналізація серця.

## Прогноз
Клінічний прогноз ХСН тим гірше, чим вище ступінь її клінічної тяжкості. Так, показник смертності протягом 1 року у хворих із ХСН I—II ФК за NYHA становить 6–10 %, зростаючи до 25–40 % у хворих з тяжкою (IV ФК за NYHA) ХСН.